# Condado de Clay (Arkansas)
O Condado de Clay é um dos 75 condados do estado americano do Arkansas. Possui duas sedes de condado, Seat Corning (distrito ocidental) e Piggott (distrito oriental). Sua população é de 17 609 habitantes.